# 미나미구 (나고야시)
미나미구(일본어: 南区)는 일본 아이치현 나고야시를 구성하는 16개 구 중 하나이다. 그 이름대로 시의 남부에 위치한다.

## 지리
국도 1호선을 경계로 동쪽은 가사데라 대지라고 불리는 구릉지이다. 서쪽은 야마자키강 및 덴파쿠강에 의한 평탄한 지형으로, 해발 0m 지대도 적지 않다.

## 인접한 자치체
- 나고야시 미나토구, 아쓰타구, 미즈호구, 덴파쿠구, 미도리구
- 도카이시

## 역사
고대에 동부의 가사데라 대지는 섬이었고 중서부 및 덴파쿠강 기슭은 갯벌이었다. 오와리 씨의 거점 중 하나였다. 중세에는 제염이 활발해졌고, 가마쿠라 고도가 지나는 곳이었다.
에도 시대에는 거의 모든 지역이 오와리번의 영지였으며 일부는 이마오번의 영지였다. 중서부에서는 개간 사업이 활발히 행해졌다. 도카이도가 통과하였다.
- 1908년 4월 1일 - 나고야시에 4개 구가 설치되면서 나고야시 미나미구가 성립하였다(이름은 미나미구이지만 현재의 미나미구 지역은 포함되지 않았다).
- 1921년 8월 22일 - 현 미나미구에 해당하는 아이치군 요비쓰기촌 및 가사데라촌이 나고야시 미나미구에 편입되었다.
- 1937년 10월 1일 - 나고야시가 10개 구로 확대되었다. 미나미구에서 아쓰타구·나카가와구·미나토구·쇼와구(일부)가 분구하여 현재의 미나미구가 형성되었다.
- 1959년 - 이세만 태풍 때 심각한 피해를 받았다.

## 교육
- 다이도 대학

## 교통

### 철도
- 나고야시 교통국(나고야 시영 지하철)
  - 사쿠라도리선

- 나고야 철도
  - 나고야 본선
  - 도코나메선
  - 짓코선

- 도카이 여객철도
  - 도카이도 본선

### 도로
- 나고야 고속도로
- 국도 제1호선
- 국도 제23호선
- 국도 제247호선